# Кемпе, Адриан
Микаэль Адриан Кемпе (швед. Michael Adrian Kempe; род. 13 сентября 1996 года, Крамфорс, Швеция) — шведский хоккеист, нападающий клуба НХЛ «Лос-Анджелес Кингз» и сборной Швеции.

## Биография
Родился 13 сентября 1996 года в шведском городе Крамфорс. Младший брат хоккеиста Марио Кемпе. Воспитанник городской молодёжной команды, в 2011 году занимался в юниорской школе «Юргордена», с 2012 года — в системе хоккейного клуба МОДО. За эту команду выступал на юниорских и молодёжных первенствах Швеции. В сезоне 2012/13 дебютировал в профессиональном хоккее в высшей лиге страны. За МОДО отыграл три сезона в чемпионате Швеции, провёл 174 матча, забросил 25 шайб и отдал 48 голевых передач.
На драфте НХЛ 2014 года был выбран в 1-м раунде под общим 19-м номером клубом «Лос-Анджелес Кингз». В сезоне 2014/15 в конце сезона провёл несколько встреч в Американской хоккейной лиге за команду «Манчестер Монаркс». В следующем сезоне выступал в АХЛ за «Онтарио Рейн». 15 февраля 2017 года был дозаявлен из «Онтарио» в состав «Лос-Анджелеса». В НХЛ дебютировал 16 февраля матче против «Аризоны».
В сезоне 2021/22 набрал 54 очка (35+19) в 78 матчах. Ранее никогда не набирал более 37 очков и не забрасывал более 16 шайб.
11 февраля 2023 года в матче с «Питтсбург Пингвинз» (6:0) Кемпе забросил 4 последние шайбы в игре. Это был первый покер и третий хет-трик Кемпе в НХЛ.
Выступал за юниорскую и молодёжную сборные Швеции по хоккею с шайбой. В 2018 году дебютировал за основную сборную на чемпионате мира по хоккею с шайбой, в составе команды завоевал золотые медали первенства.